# Zhu Feng (taekwondo)
Zhu Feng (18 de octubre de 1982) es un deportista chino que compitió en taekwondo. Ganó una medalla de bronce en el Campeonato Asiático de Taekwondo de 2000 en la categoría de –84 kg.

## Palmarés internacional
| Campeonato Asiático | Campeonato Asiático | Campeonato Asiático | Campeonato Asiático |
| Año                 | Lugar               | Medalla             | Categoría           |
| ------------------- | ------------------- | ------------------- | ------------------- |
| 2000                | Hong Kong (China)   | Medalla de bronce   | –84 kg              |